# 이행 (1478년)
이행(李荇, 1478년 ~ 1534년 11월 11일)은 조선 중기의 문신, 성리학자이며 시인이다. 본관은 덕수(德水)이고 자는 택지(擇之), 호는 용재(容齋), 별호는 청학도인(靑鶴道人), 어택어수(漁澤漁搜), 창택어수(滄澤漁水) 등이다. 박은과 함께 해동의 강서파로도 불렸다. 시호는 문정(文定), 문헌(文獻)이다. 1495년(연산군 1) 증광문과에 급제하여 벼슬은 좌의정에 이르렀다. 연현 이의무의 아들이고, 영의정 풍성부원군 이기의 동생이다. 생육신 성담수, 성담년의 외조카이며, 사육신 성삼문은 7촌 재종숙이었다. 신사임당은 그의 당질부이고, 대학자 율곡 이이의 재종조부이다. 점필재 김종직의 제자인 최부(崔溥)의 문인이다.
1513년 김정, 박상 등이 단경왕후의 복위를 상소했을 때는 선봉으로 강하게 비판 논박하고 처벌을 건의하였으나, 1519년의 기묘사화에는 참여하지 않았다.
1495년(연산군 1) 증광문과에 급제하고, 권지승문원부정자를 거쳐 예문관검열, 성균관전적 등을 역임했고, 성종실록 편찬에도 참여했다. 연산군 때 응교로 재직 중 왕의 폐비 윤씨의 추숭을 반대하다가 1504년 갑자사화 때 충주로 유배되었다. 1506년 중종반정 후 석방되고 교리로 등용, 1507년(중종 2)에는 명나라에 파견되는 중종의 책봉승습주청사의 서장관으로 연경에 다녀온 뒤 관직을 역임하였다. 대사간, 성균관사성, 대사성 등을 거쳐 대사헌에 이르러 조광조 일파와 갈등하다가 사직했다. 기묘사화 후 부제학으로 기용된 뒤 공조참판, 대제학, 공조판서, 의정부우참찬 겸대제학과 겸경연관, 좌참찬, 우찬성, 이조판서 등을 지내고 의정부우의정에 올라 대제학을 겸했다. 그는 남곤(南滾) 등과 함께 기존 동국여지승람을 수정, 보완한 《신증동국여지승람》을 편찬, 정리하였다. 문장에 뛰어나고 시문과 글씨에 재능이 있었으며, 그림도 잘 그렸다. 왕실의 외척이 된 김안로를 공격하다가 그의 미움을 받아 1531년 중추부판사로 좌천되었다가 함경도 함종으로 유배, 유배지에서 병으로 사망한다.
시를 잘 짓고 문장에 뛰어났으며, 글씨도 능하고 그림도 잘 그렸다. 그는 시를 짓는데 있어서 기교를 부리거나, 억지로 꾸미지 않으면서도 시상을 자연스럽게 전개하였다. 특히 오언고시(五言古詩)를 잘 지어 후대의 교산허균 등에게 극찬을 받았다. 관료이면서 학자이기도 했던 그의 문하에서는 소세양(蘇世讓), 정사룡(鄭士龍), 이희보(李希輔) 등이 배출되었다. 이행은 자신의 문인이면서 관료생활을 하게 된 소세양과 정사룡을 자신의 후계자로 키우려고 노력하였지만 정사룡은 처첩 문제로 논란이 되었다.

## 생애

### 어린 시절
충청남도 천안 출신으로 자는 택지(擇之)이고 호는 용재(容齋)인데 이외에도 청학도인(靑鶴道人), 어택어수(漁澤漁搜), 창택어수(滄澤漁水) 등의 별호를 사용하였다. 돈령부지사 이명신(李明晨)의 증손으로, 할아버지는 지온양군사를 지낸 이추(李抽)이고, 아버지는 홍주부사, 사간원사간 등을 역임한 연헌 이의무(李宜茂)이고, 어머니는 창녕 성씨(昌寧成氏)로 교리를 지낸 성희(成熺)의 딸이다. 성담수, 성담년은 그의 외삼촌들이 된다. 이권, 이기가 그의 친형들이다. 한때 그의 형 이기는 젊었을 때 활쏘기와 말타기에 능숙했는데, 일찍이 나의 무예는 누구보나 뛰어났는데 형님 때문에 이름이 드러나지 못했고, 나의 글솜씨도 남들보다 훌륭한데 아우 때문에 역시 이름을 내지 못했다고 하였다.
그는 시를 잘 짓고 문장에 뛰어났으며, 글씨도 능하고 그림도 잘 그렸는데, 어릴 때부터 글읽기를 즐겨하였다 한다. 아버지 연헌 이의무는 점필재 김종직의 문인이었는데, 그도 점필재 김종직의 문하였던 최부를 찾아가 그의 문하에서 수학하였다. 그는 남곤(南袞), 홍언충(洪彦忠), 그리고 최부의 문인이었던 읍취헌 박은(朴誾) 등과 가깝게 지내며 글과 작품적으로도 교류하였다. 읍취헌 박은은 그와 같이 최부의 문하에서 수학하였고, 직접 김종직을 찾아가서 사사하기도 했다.
그는 당대에도 김정국에게서는 문학(文學)에 능한 선비라는 평을 들었고, 성희안 등으로부터 '이행은 문학이 탁월하여 비교될 사람이 적다.'는 추천을 받기도 했다. 1495년(연산군 1) 증광 문과(增廣文科)에 병과로 급제하였다.

### 관료 생활 초기
1495년 권지승문원부정자(權知承文院副正字)가 되고, 예문관 검열. 봉교, 성균관전적을 역임하고, 무공랑 예문관 봉교(務功郞藝文館奉)으로 춘추관기사관이 되어 《성종실록》 편찬에 참여하였다. 1500년 명나라에 파견되는 하성절사(賀聖節使)의 질정관(質正官)에 임명되어 명나라에 다녀왔다. 귀국 후 홍문관수찬을 거쳐 홍문관교리에 임명되었다. 1501년 수찬을 거쳐 사헌부지평이 되었다가 정인인(鄭麟仁) 사건으로 관원들이 사퇴하자 그해 9월 그도 면직되었다.
1504년(연산군 9) 사간원헌납을 거쳐 홍문관응교가 되었다. 연산군은 폐출당하고 사사된 어머니 폐비 윤씨를 왕후로 복권, 추숭하려 했는데, 1504년 3월 그는 홍문관원으로 연산군의 생모인 폐비 윤씨의 복위를 적극 반대하다가 연산군에게 밉보이게 되었다. 그해 4월 홍문관 원 최숙생(崔淑生), 이자화(李自華), 권달수(權達手),박광영(朴光榮), 이사균(李思鈞), 김양진(金楊震), 유부(柳傅), 김내문(金乃文), 강홍(姜洪) 등과 함께 투옥되었다. 4월 4일 연산군은 홍문관 관원들에게 태(笞) 40대를 구형했다가, 속으로 바치게 했다. 1504년 조의제문 필화 사건이 갑자사화(甲子士禍)가 되면서 김종직의 문도들을 축출할 때, 그도 곤장 60을 맞고 충주에 유배되었다. 그해 6월 27일 장형을 집행할 때 연산군은 승지 박열(朴說)을 보내 곤장 숫자대로 치지 않고 결장(決杖)하는지 여부를 감시하게 했다.
충주로 유배되었다가 그해 12월 2일 다시 형이 변경되어 장 1백에 처하고, 먼 외방에 노비로 보내라는 명령이 내려졌다. 이어 함안(咸安)으로 유배지가 옮겨졌으며, 1506년(연산군 12) 초 다시 이배(移配)되어 거제도(巨濟島)로 보내지고 곧 위리안치되었다.
1506년 9월 중종반정 직후 석방되어 풀려나와 상경, 다시 홍문관교리로 등용되었다.

### 중종 반정 이후
1507년(중종 2) 중종의 책봉 고명을 받는 책봉주청사(奏請使)가 파견될 때 주청사의 서장관(書狀官)으로 선발되어 명나라에 다녀왔다. 그 뒤 부응교가 되었다가, 사가독서(賜暇讀書)에 선발되었다. 이후 3년상을 마쳤지만 1510년(중종 5) 당시 이조에 이행과 이기 형제들의 가까운 친척이 있어서 현직에 부임하지 못했다. 그해 10월 의정부사인이 되고, 1513년(중종 8) 다시 성균관사예가 되었다.
1514년(중종 9) 성균관사성(成均館司成)에 임명되어 지제교(知製敎)를 겸하였으며, 사섬시정(司贍寺正)을 거쳐 그해 9월 우의정 김응기로부터 쓸만한 인재로 추천되었고, 10월에는 좌의정 정광필(鄭光弼)로부터 문학에 재능이 있다 하여 김안국(金安國), 남곤, 김안로 등과 함께 추천되었다. 그해 지제교가 되어 그해 11월 《주고(酒誥)》를 지어 왕에게 바쳤다.
아, 술의 유화(流禍)는 빠지기 쉬워도 구제하기는 어려우니, 나라를 망치고 몸을 망치는 것이 항상 이 때문이다. 예로부터 술을 경계하여 금한 사람은 보존하였고 술에 빠진 사람은 멸망하였는데, 방책(方策)에서 상고해 보면 득실(得失)이 함께 기재되어 있으므로 내가 비록 말하지 않더라도 사람들이 오히려 능히 알고 있을 것이다. 옛날에 의적(儀狄)이 술을 만들매 맛이 감미롭자 대우(大禹)가 먼 장래를 염려하여 소원(疏遠)시켜 끊어 버렸으며, 또한 매방(妹邦)이 술에 탐닉(耽溺)하매 무왕(武王)이 걱정하여 《주고(酒誥)》를 지었으니, 성인(聖人)이 세상을 근심하고 재화(災禍)를 염려함이 깊었던 것이다.

내가 지금 대소 신민(大小臣民)을 보건대 술을 경계하는 사람은 적고 마시기를 바라는 사람은 많아서 차츰차츰 빠져들어 이것이 풍속을 이루었고 덕을 행하는 사람이 없으며, 술에 빠져 본성을 잃게 되어도 스스로 뉘우칠 줄을 모르니, 이를 경계하지 않는다면 말류(末流)에 가서는 어찌되겠는가? 나의 덕으로 능히 감화시키지 못하니 매우 슬퍼할 뿐이다. 이에 선왕(先王)의 일을 상고해 보니, 처음 주례(酒禮)를 만들 적에 한 번 술잔을 올리고는 백 번 절하게 하였으므로 종일토록 마셔도 취할 수 없었던 것이다. 그런데 지금 술을 마시는 자는 반드시 난잡한 지경에 이르러, 사무를 폐지하고 위의(威儀)를 잃어서 그것이 덕의(德義)를 그르치는데도 함부로 마시면서 그치지 않아 마침내 그 몸을 망친다. 그 몸도 스스로 아끼지 않는데 덕행과 예절을 돌볼 여지가 있겠는가? 그러므로 우리 세종(世宗)께서 술을 경계하는 글을 지어 알아듣게 친절히 타이르셨으니, 술의 재화(災禍)를 방지하는 뜻이 아주 깊고도 간절하였다. 너희들이 비록 내 말을 귀담지 않더라도 우리 조종(祖宗)의 유의(遺意)를 생각하지 않을 수 있겠는가? 모여서 술을 마시다가 죄를 받는 것은 법령에 기록되어 있으니 금주(禁酒)의 법이 또한 세밀하지 않은 것이 아니다. 비록 그렇지마는 사람을 법으로써 금지시키는 것이 마음을 금지시키는 것만 못하므로 내가 지금 명을 내리는 것은 너희의 마음을 금지하는 데 있다. 너희가 마음을 금지하지 않는다면 무슨 짓인들 못하겠는가? 지위가 있고 직책이 있는 자도 오히려 이와 같은데, 하물며 어리석은 백성이 능히 경계하여 그치겠는가?

이것을 일변시키는 기틀은 실로 조정에 있으니, 여러 관원들은 각각 제 마음을 제재(制裁)하여 술에 빠지지 말고 위의(威儀)를 잃지도 말며, 사무도 폐지하지 말고 몸도 망치지 말아서 내 말을 저버리지 말도록 하라. 또한 사서인(士庶人)으로 하여금 보고 감동하여 경계할 줄을 알게 하여, 구습을 고쳐 인수(仁壽)의 지경에 함께 이르게 함으로써 나의 명덕(明德)이 향기나는 정치를 이루게 하라.

嗚呼! 酒之流禍, 易溺難救。 亡國喪身, 恒由於此。 自古戒禁者存, 沈酗者滅。 稽之方策, 得失俱載。 予雖不言, 人尙克知之。 昔有儀狄, 造酒而甘, 大禹慮遠, 疎而絶之。 亦有妹邦, 荒腆于酒, 武王憂之, 《酒誥》是作, 聖人之憂世慮禍, 深矣。 予觀今之大小臣庶, 戒酒者少, 崇飮者多。 浸淫成俗, 罔有德將。 沈湎伐性, 不自知悔。 此厥不戒, 末流奈何? 予德不能化, 深用爲悼。 粤稽先王, 肇制酒禮, 一獻百拜, 終日不得醉。 今之用酒, 必及於亂。 廢事失儀, 而敗其德, 縱飮不止, 終喪厥身。 厥身且不自愛, 遑恤德禮?

故我世宗戒酒有書, 曉諭丁寧。 其所以防酒禍者, 至深且切。 汝雖不有予言, 其不念我祖宗遺意乎? 會飮抵罪, 著在令甲, 禁酒之制, 亦非不密。 雖然, 禁人以法, 不若禁之於心。 予今有命, 禁在汝心。 汝心不禁, 何所不至? 在位有職, 尙或如是, 況在愚民, 其能戒戢? 變移之機, 寔在朝廷。 凡厥庶官, 各制乃心, 無酗于酒, 無失汝儀, 無廢汝事, 無喪汝身, 思無負予言。 亦令士庶, 觀感知戒, 革其舊習, 同臻仁壽之域, 以成我馨香之治。

중종이 그의 글을 읽고 감격하여, 이 글로써 중외(中外)에 효유하라고 친히 명을 내렸다. 그의 술 경계하는 글은 효종 때에도 재반포되었다.
1515년 사간원사간이 되고, 그 해에 암탉이 숫닭으로 변하는 이변이 발생하자 '암탉이 변하여 수탉이 된 일은 옛날에도 있었다. 그러나 밤에 운다는 말은 듣지 못하였다. 지금 암탉이 변하여 수탉이 되 고 밤에도 우니 더욱 괴이하다'고 보고 하였다. 이어 대사간에 발탁되었다. 1515년(중종 10) 3월 장경왕후가 인종을 낳다가 죽어 3월 22일에 장경왕후 애책문(哀冊文)의 글을 지었다. 바로 새 왕비에 대한 이견이 나오자, 훈구대신들이 경빈 박씨를 차기 왕비로 추천하였다. 이때 김굉필의 문하로, 신진 사류였던 지방관 담양부사 박상(朴祥)과 순창군수 김정(金淨) 등이 신수근의 딸이라는 이유로 폐위된 단경왕후 신씨의 복위를 상소하자, 그는 이때 강력히 반대하였다.
이행이 먼저 발언하기를 '박상 등이 이 사특한 의논을 내었으니, 추고하지 않을 수 없다.' 하자, 간관과 헌부의 다른 사람들은 모두 그의 뜻을 따랐다. 이행의 뜻은, 대개 장경왕후가 이미 원자(元子)를 낳고 승하(昇遐)하였는데, 만약 폐비를 복위하여 선후의 의리를 논하면, 단경왕후는 먼저이고 장경왕후는 뒤인데 다시 순서가 뒤바뀌어 나라의 근본이 혹 동용될까 염려하여서였다. 헌납 유돈(柳墩)이 홀로 그렇지 않다고 논하였는데, 그 뜻은 대개 상소하였다고 잡아다 추고하면 언로(言路)에 방해가 될까 두렵다 하는 것이었다. 그러나 다수가 복위 반대 및 해당자를 잡아서 추고하자는 의견을 내놓게 된다.
담양 부사(潭陽府使) 박상(朴祥)·순창 군수(淳昌郡守) 김정(金淨)이 상소하여 감히 사특한 의논을 발하였으니, 지극히 놀랍습니다. 청컨대, 잡아다 조옥(詔獄) 에 내려 그 소이를 추고하소서. 이 두 사람은 무식한 사람이 아니어서 조금 문자를 아는데 이와 같으니 반드시 그 뜻이 있을 것입니다. 신 등이 근일 시관(試官)으로 들어갔다가, 금일에야 비로소 들었기 때문에 아룁니다. 그 소장(疏章)은 궁중에 머물러 두어서는 안되니, 속히 대신에게 보여 아랫사람으로 하여금 상의 뜻을 분명히 알도록 하는 것이 가합니다.

이어 이조 판서 안당(安瑭)이 이들을 용서하자 하여 무마되었다. 이후 첨지중추부사, 홍문관부제학, 성균관대사성, 승정원좌승지, 도승지 등을 역임하고 1516년에는 그의 형제 이권(李菤)·이기(李芑)·이행(李荇)·이봉(李芃)·이영(李苓) 등 5명이 모두 과거에 급제하여, 《대전(大典)》에 의하여 그의 부모가 증작, 치제받았다. 홍문관 부제학(弘文館副提學)이 되어 작은 예절이라도 뜻대로 벗어나서는 안되는 것이며, 지나치거나 못미치거나 예를 잃기는 마찬가지라며 상제(祥祭)를 《의례(儀禮)》대로 행할 것을 주청하였다. 그해 7월에는 기강을 세우는 것을 으뜸으로 삼으라는 상소를 올렸다. 이후 사간을 거쳐서 다시 홍문관부제학이 되었다가 그해 10월 병으로 체직되었다. 1517년(중종 12) 대사헌이 되었다.
그러나 왕의 신임을 얻고 있는 조광조(趙光祖) 등 신진 사류로부터 남곤 등과 함께 배척을 받았다. 당시 위훈삭제로 논란이 일었지만 그는 공신이 아니었으므로 해당사항이 없었다. 자신이 조광조 등으로부터 배척당한다는 것을 알게 되고, 예조참의에 임명되었으나 곧 중추부첨지사로 좌천당하자 사직서를 제출하고, 충청도 면천으로 내려갔다. 1518년(중종 13) 병조참의에 임명되었고, 호조참의에도 임명되었으나 모두 사양하고 부임하지 않았다.
1519년(중종 14) 주초위왕 사건이 발생하자 그는 조광조 일파 제거에는 참여하지 않았다. 그해 기묘사화(己卯士禍)가 발생, 조광조 일파가 파직되고 투옥, 유배되면서 그는 홍문관부제학으로 등용되었다.

### 생애 후반
1520년 대제학이 되었다가, 공조참판에 임명되면서 바로 사헌부대사헌과 예문관대제학에 임명되어 겸직하였다. 그리고 동지의금부사와 세자좌부빈객(世子左副賓客) 등도 겸직하였다. 이후 이조판서를 거쳐 1521년(중종 16) 1월 공조판서가 되었으며, 곧 의정부우참찬이 되었으며 그해 9월 명나라에서 온 사신을 접견하는 원접사(遠接使)에 임명되었다. 그해에 좌참찬 등을 거쳐 12월 다시 우참찬에 임명되고, 다시 좌참찬이 되었다가 의정부우찬성으로 승진하였다. 1522년(중종 17) 홍문관이 《동궁계몽(東宮啓蒙)》을 지어 올리자 왕명으로 그가 서문을 지었다.
1523년 의정부좌참찬과 의금부당상, 지의금부사 등을 거쳐 그해 9월 대제학으로 문장가(文章家)의 책을 편찬할 것을 건의하여 승락받았다. 10월에는 경연에서 세자빈 간택을 주장하였다. 그해 말 우찬성 겸 지경연사와 대제학을 겸직하고, 좌찬성이 되었다가 다시 우찬성이 되었다. 1524년 6월 이조판서가 되었다. 이때 중종의 딸 효혜공주와 아들 김미의 혼인으로 외척이 된 김안로(金安老)가 집권하자 남곤 등과 함께 그를 공격한다. 이후 김안로의 미움을 받아 김안로는 그 외에도 그의 형 이기, 이권 등의 문제점을 지적한다. 1525년 판의금부사, 이후 대제학 지경연사, 의정부좌찬성을 거쳐 1527년 10월 우의정이 되었으며, 사직을 청하였으나 받아들여지지 않았다. 바로 홍문관대제학에 임명되어 우의정으로 홍문관대제학직 등을 겸임하였다. 1529년에는 남곤 등과 함께 동국여지승람의 내용 수정 및 보완 명령을 받고 여지승람 수찬당상(輿地勝覽 修撰堂上)이 되어 1530년까지 《신증동국여지승람 新增東國輿地勝覽》을 편찬하는데 주도적으로 참여하였다. 1530년 신증동국여지승람을 완성시키고, 의정부좌의정(左議政) 경연영사가 되었으나 김안로(金安老)의 전횡을 논박하였다.
그는 김안로의 석방을 놓고 찬성하지도 반대하지도 않았다. 이듬해 김안로의 전횡을 비판, 논박하다가 김안로의 미움을 받았으며, 오히려 그 일파의 반격으로 중추부영사로 전임되었다가 행중추부판사로 좌천되고, 이어 1532년 평안도 함종(咸從)으로 유배되었다. 1535년에는 그의 문하에서 수학한 문인이란 이유로 장옥(張玉) 등이 끌려가 조사받기도 했다. 한편 그의 아들들에게도 연좌제를 적용하려 하자 1537년 중종이 직접 이행(李荇)의 아들을 금고(禁錮)하지 말것이라는 교지를 내렸다.
그의 성품은 여색(女色)을 좋아하지 않았으며 사사로이 재물을 축재함이 적었다. 그러나 소견이 편협하고 얕고 비루하다는 평이 있고, 옛것을 좋아하고 선한 것을 즐겨하는 사람을 두고 실없고 망령스럽다고 하였다. 그의 문하에서는 소세양(蘇世讓), 정사룡(鄭士龍), 이희보(李希輔) 등이 배출되었고 이장(李璋), 장옥 등도 그의 문인이었다. 이행은 자신의 문인이면서 관료생활을 하게 된 소세양과 정사룡을 자신의 후계자로 키우려고 노력하였지만 정사룡은 처첩 문제로 논란이 되었다.
그는 시를 지을 때 기교를 배격했으며, 떠오르는 시상을 자연스럽게 표현하려 하였다. 그 스스로도 자신의 시를 표현함에 자연 성장(自然成章)하지 억지로 기교를 부려 꾸미지 않는다고 했다. 저서로는 시문집인 《용재집 (容齋集)》 2권 7책과 시문집인 사행시고 등이 전하며, 그의 글로는 <진속동문선전 進續東文選箋>, <장주호접변 莊周蝴蝶辨>, <신고당기 信古堂記>, <소자파묘지문 >, <박중설묘지 朴仲說墓誌> 등이 있다.
1534년 11월 11일 유배지에서 병으로 죽었다. 시신은 검시관에 의해 검험되어 검시장(檢屍狀)에 ‘염중 희백(髥中稀白)’이라 하고, 또 ‘잠백(暫白)’이라고 하였다.

### 사후
묘소는 충청남도 당진군 송산면 도문리 능안 산 79번지에 있다. 1537년(중종 32) 김안로 일파가 정계에서 축출되면서 신원(伸寃), 복관되었다. 문장이 뛰어났으며, 글씨와 그림에도 능하였다. 중종 묘정에 배향되었다. 문정(文定)의 시호가 내려졌다.
처음 시호는 문정이었으나 뒤에 문헌(文獻)으로 시호가 바뀌었다. 후에 종묘의 중종의 묘정(廟庭)에 배향(配享)되었다.

## 저서
- 용재집(容齋集)
- 사행시고(使行詩攷)
- 작품
  - 소자파묘비문[2]

## 가족 관계[3]
- 부친 : 이의무(李宜茂, 1449 ∼ 1507)
- 모친 : 성희(成熺)의 딸 창녕 성씨
  - 누나 : 풍천 노씨 노우량(盧友良)의 처
  - 누나 : 창녕 조씨 조계적(曺繼啇)의 처
  - 형 : 이위(李葦) - 조졸
  - 형 : 이권(李菤)
  - 형 : 이기(李芑, 1476 ~ 1552)
  - 남동생 : 이영(李苓)
  - 남동생 : 이미(李薇)[4]
  - 부인 : 장산부수(璋山副守) 이주(李稠)의 딸 전주 이씨(全州 李氏, 1483 ~ ?)[5]
  - 장남 : 이원정(李元禎, 1503 ~ ?)
  - 며느리 : 수찬(修撰) 박은(朴誾)의 딸 고령 박씨
    - 손자 : 효력부위(効力副尉) 이준(李凖)
    - 손자 : 이형(李泂)
    - 손녀 : 전주 이씨 이언이(李彦怡)의 처
    - 손녀 : 별좌(別坐) 홍곤(洪坤)의 처

  - 차남 : 이원상(李元祥, 1507 ~ ?)
  - 며느리 : 승지(承旨) 신옥형(申玉衡)의 딸 평산 신씨
    - 손자 : 이섭(李渉, 1533 ~ ?)
    - 손자 : 이용(李溶)
    - 손자 : 이광(李洸, 1541 ~ ?)

  - 3남 : 이원복(李元福, 1510 ~ ?)
  - 며느리 : 판서(判書) 한세환(韓世桓)의 딸 청주 한씨
    - 손자 : 이엄(李淹, 1530 ~ ?)
    - 손자 : 이징(李澄)
    - 손자 : 이정(李浄)

  - 4남 : 이원록(李元祿, 1514 ~ 1574)
  - 며느리 : 판교(判校) 장옥(張玉)의 딸 장경녀(張敬女, 1514 ~ ?)
    - 손녀 : 이예(李禮, 1539 ~ ?)

  - 며느리 : 한유(韓維)의 딸 청주 한씨
  - 장녀 : 문화 류씨 류몽선(柳夢善)의 처
  - 차녀 : 수원 최씨 참봉(參奉) 최세룡(崔世龍)의 처
    - 손자 : 최급(崔汲)
    - 손녀 : 류영(柳泳)의 처

  - 3녀 : 진주 류씨 참봉(參奉) 류자(柳滋)의 처
    - 손자 : 류공진(柳拱辰)
    - 손자 : 류응진(柳應辰)

## 작품성
그는 시문에 모두 재능이 있고 글씨와 그림에도 능하였는데, 특히 그의 시는 당시 그와 가깝게 지낸 읍취헌 박은(朴誾)과 경향을 같이 하면서도, 깊고 차분하면서도 담아(澹雅)함이 있는 점이 특징이며, 특히 오언고시(五言古詩)를 잘 지었다. 교산 허균(許筠)은 그의 <교산신화 蛟山詩話>에서 조선 시문의 모범으로 그를 꼽았다. 허균은 "우리 나라의 시는 마땅히 이행(李荇)을 제1로 삼아야 한다”고 평하였으며, 또한 "그의 오언고시(五言古詩)는 두보(杜甫)의 시를 거쳐 진사도(陳師道)의 시경(詩境)을 넘나들어 그 고고간절(高古簡切)함은 필설(筆舌)로 다 찬양할 수 없다는 평도 남겼다. 후대의 홍만종(洪萬宗)도 그의 <소화시평 小華詩評>에서 그의 시를 두고 "인공(人工)으로 이룰 수 없는 천재가 있다"고 극찬했다.

## 기타
그의 아들 이원록(李元祿)은 이기의 소행을 뼈아프게 여겨, 숙부로 대접하지 않자 화가 난 이기는 이원록을 귀양보냈다.

## 같이 보기
- 이이
- 신사임당
- 이기
- 성운

## 참고 문헌
- 연산군일기
- 중종실록
- 용재문집
- 국조인물고(國朝人物考)
- 신증동국여지승람
- 국조방목
- 연려실기술
- 무릉잡고(武陵雜稿)
- 백헌집(白軒集)
- 재사당일집(再思堂逸集)
- 대동기문(大東奇聞)